# Sanmenia gongshan
Sanmenia gongshan is een spinnensoort in de taxonomische indeling van de krabspinnen (Thomisidae).
Het dier behoort tot het geslacht Sanmenia. De wetenschappelijke naam van de soort werd voor het eerst geldig gepubliceerd in 2006 door Yang, Zhu & Da-xiang Song.